# Liceo Casino
Le Liceo Casino est un édifice néoclassique de 1878 situé dans le centre historique de Pontevedra, qui abrite la plus ancienne société culturelle et de loisirs de Pontevedra (Espagne).

## Localisation
Le Liceo Casino est situé dans le même bloc que le Théâtre Principal de Pontevedra, étant adjacent à celui-ci. Sa façade principale donne sur la rue Manuel Quiroga et ses façades latérales sur les rues Don Filiberto et Duque de Tetuán.

## Histoire
Le Liceo Casino de Pontevedra a été fondé le 25 février 1855. Au début, ses activités se déroulaient dans un bâtiment de la place de Teucros appartenant à la famille García Feijóo et les séances de musique et de danse avaient lieu dans l'ancien théâtre de la rue Isabel II. Le manque d'espace et l'essor de ses projets culturels ont conduit à son déménagement au Pazo du Comte de San Román, sur la même place, le 2 juin 1858.
Le 23 mai 1864, la construction d'un nouveau bâtiment, conçu pour être Liceo Théâtre, a commencé sur l'ancienne place de Tetuán et sur le site de l'ancienne église de San Bartolomé el Viejo, où un nouveau théâtre (l'actuel Théâtre Principal) appartenant à la Société Liceo Casino a également été construit. Le bâtiment a été conçu par l'architecte Domingo Lareu et une partie des pierres de l'ancienne Tour des Churruchaos, démolie en 1873, ont été utilisées pour sa construction.  Il a été inauguré le 2 août 1878. 
En 1892 le Liceo Casino a perdu la propriété du théâtre, conservant le bâtiment qui lui servait de siège, à l'intérieur duquel d'importantes rénovations ont été réalisées, comme la peinture de la salle à caissons avec des allégories des Arts et des Lettres par Demetrio Durán.
Le bâtiment a été restauré par les architectes Enrique Barreiro Álvarez et Carlos Alvira Dupla après que son intérieur ait été détruit par un incendie le 16 avril 1980. Il a été rouvert le 15 juin 1983.
Depuis sa fondation, le Liceo Casino est étroitement lié à la vie sociale de la ville.

## Description
Le bâtiment néoclassique est de forme rectangulaire avec trois façades et compte deux étages et un rez-de-chaussée.
La façade principale présente un corps central en saillie précédé d'un large escalier. Au rez-de-chaussée et au premier étage, ce corps est composé de portes avec des arcs en plein cintre encadrées par quatre colonnes toscanes qui soutiennent des entablements classiques. Au premier étage, les portes s'ouvrent sur un balcon.
Le dernier étage présente des fenêtres simples avec des arcs en plein cintre. Le corps central est surmonté d'un fronton triangulaire simple au centre duquel se trouve un oculus. Sur la frise au-dessus de l'entrée qui court le long de la façade, sculptés dans la pierre à côté des lettres du Liceo, figurent les symboles des arts, ce qui témoigne des liens étroits de l'institution avec le monde culturel. Sur les façades latérales, les portes de balcon surmontées d'arcs en plein cintre et la symétrie des nombreux balcons le long des façades sont remarquables au premier étage.

## Culture
À l'occasion des fêtes patronales de la Vierge Pèlerine de Pontevedra, le Liceo Casino organise chaque année au mois d'août un dîner-dansant de gala dans son parc à A Caeira,.

## Galerie

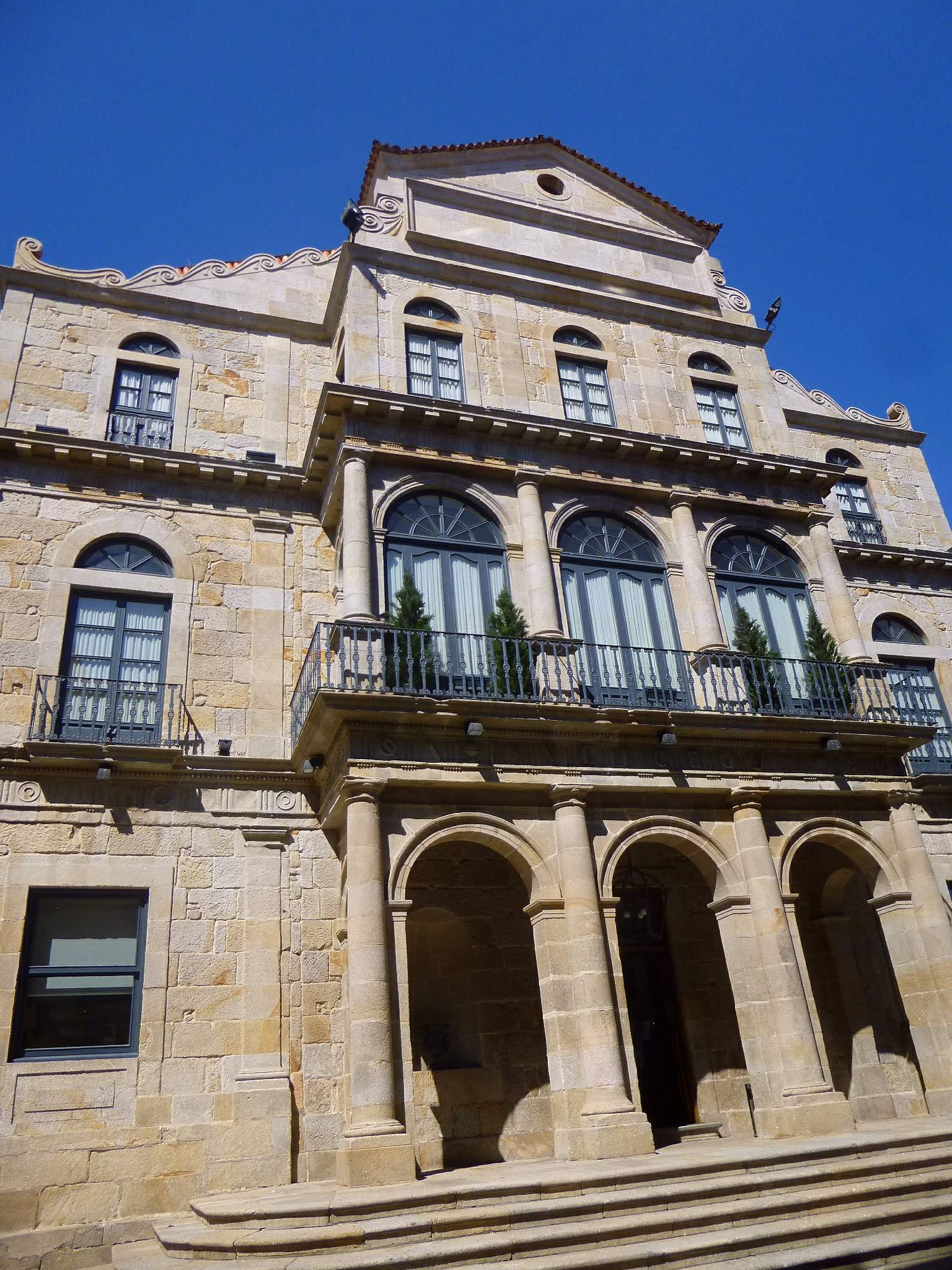
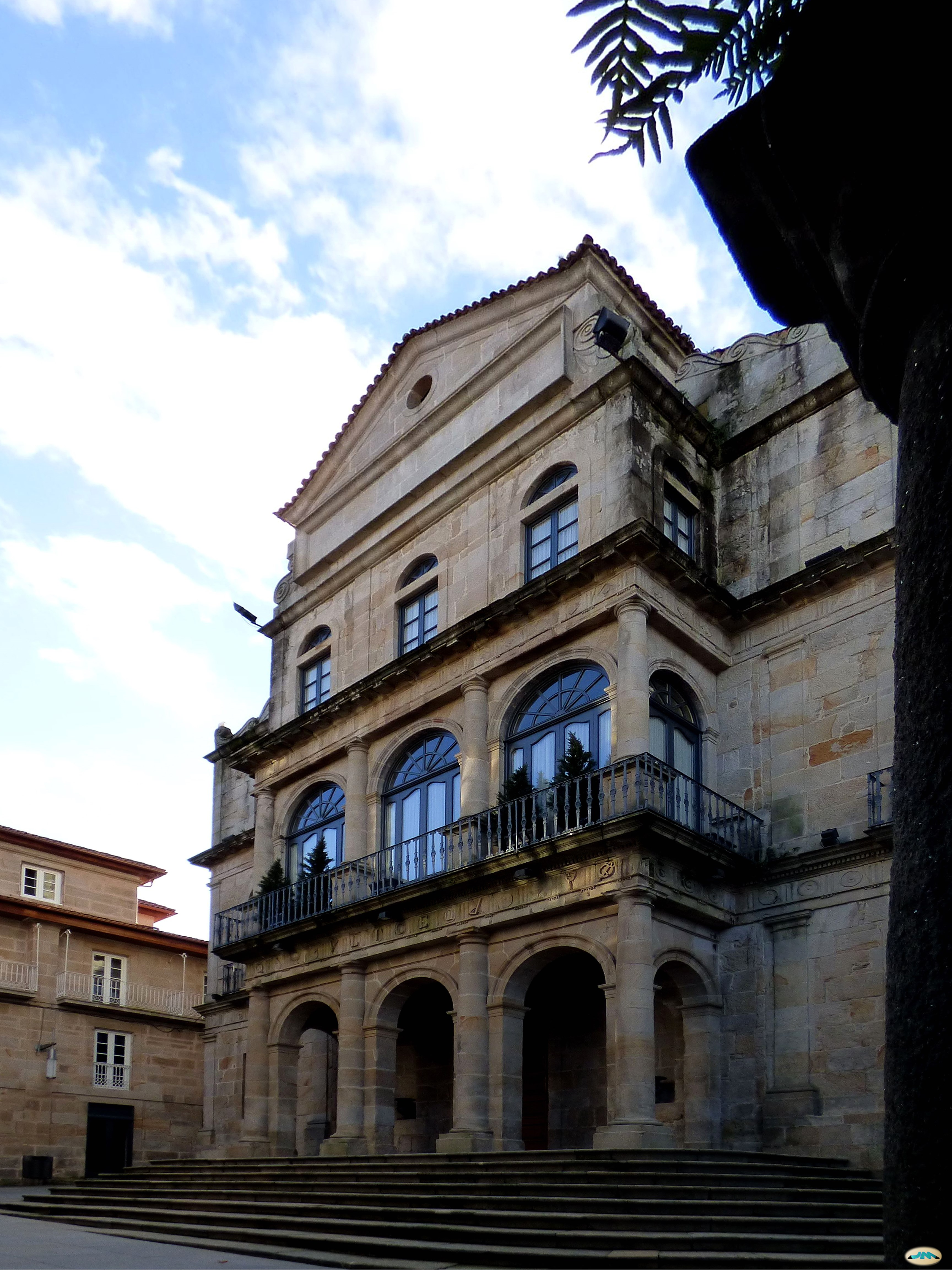
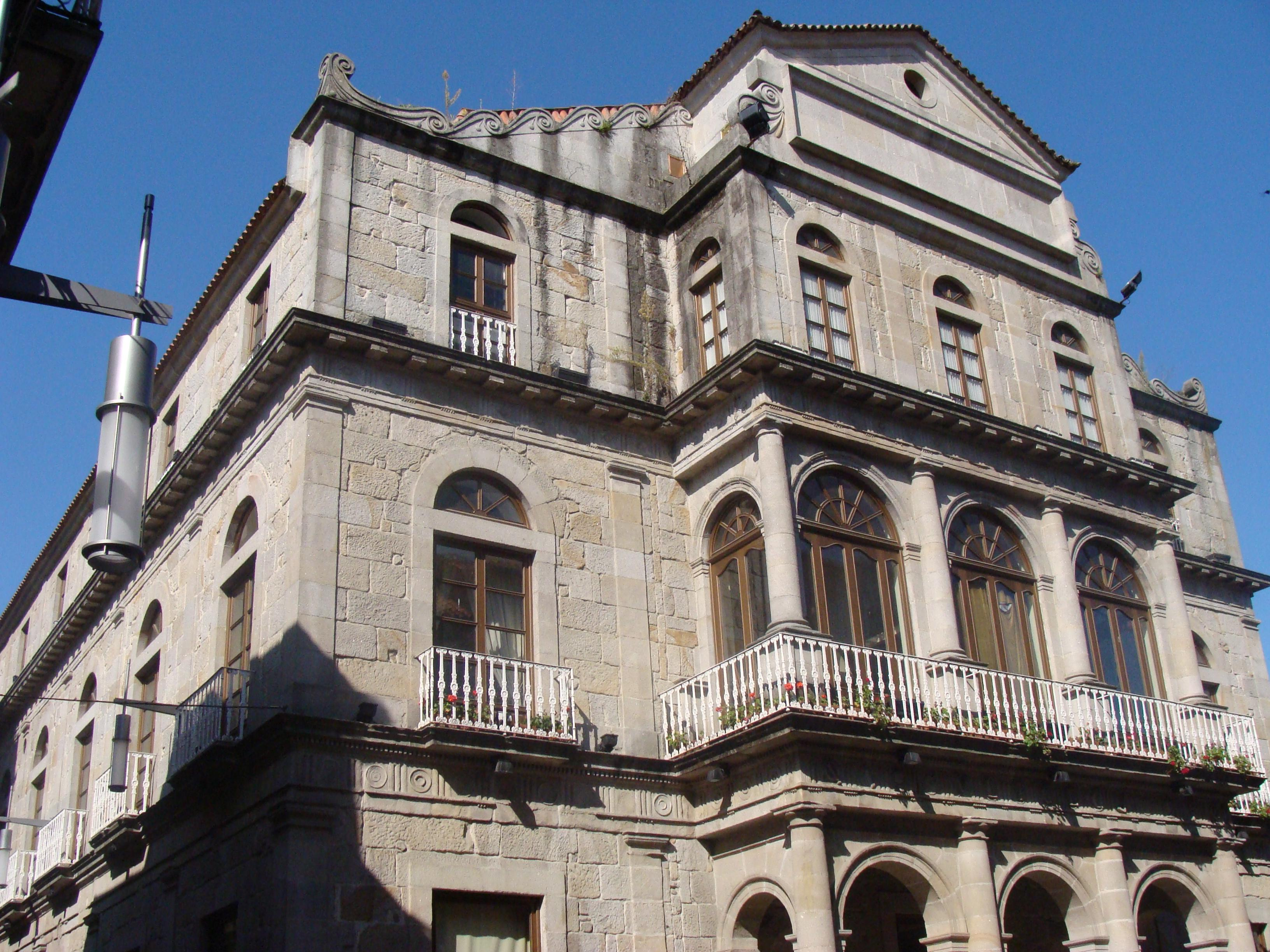

## Voir également

### Autres articles
- Théâtre Principal de Pontevedra